# Olympische Sommerspiele 1996/Teilnehmer (Tschechien)
| Gelbes Symbol für Goldmedaillen mit stilisierten Olympischen Ringen | Graues Symbol für Silbermedaillen mit stilisierten Olympischen Ringen | Braundes Symbol für Bronzemedaillen mit stilisierten Olympischen Ringen |
| ------------------------------------------------------------------- | --------------------------------------------------------------------- | ----------------------------------------------------------------------- |
| 4                                                                   | 3                                                                     | 4                                                                       |

Tschechien nahm an den Olympischen Sommerspielen 1996 in Atlanta, USA, mit einer Delegation von 115 Sportlern (76 Männer und 39 Frauen) teil.

## Medaillengewinner
Mit vier gewonnenen Gold-, drei Silber- und vier Bronzemedaillen belegte das tschechische Team Platz 17 im Medaillenspiegel.

### Gold
| Name/n              | Sportart       | Wettkampf                                            |
| ------------------- | -------------- | ---------------------------------------------------- |
| Martin Doktor       | Kanu           | Einer-Canadier, 500 Meter Einer-Canadier, 1000 Meter |
| Štěpánka Hilgertová | Kanu           | Frauen, Einer-Kajak, Slalom                          |
| Jan Železný         | Leichtathletik | Speerwurf                                            |

### Silber
| Name/n                       | Sportart | Wettkampf               |
| ---------------------------- | -------- | ----------------------- |
| Lukáš Pollert                | Kanu     | Einer-Canadier, Slalom  |
| Jiří Rohan & Miroslav Šimek  | Kanu     | Zweier-Canadier, Slalom |
| Jana Novotná & Helena Suková | Tennis   | Frauen, Doppel          |

### Bronze
| Name/n           | Sportart       | Wettkampf          |
| ---------------- | -------------- | ------------------ |
| Tomáš Dvořák     | Leichtathletik | Zehnkampf          |
| Šárka Kašpárková | Leichtathletik | Frauen, Dreisprung |
| Miroslav Januš   | Schießen       | Laufende Scheibe   |
| Jana Novotná     | Tennis         | Frauen, Einzel     |

## Teilnehmer nach Sportarten

### Boxen
- Jaroslav Konečný
Leichtgewicht: 9. Platz

- Pavel Polakovič
Halbmittelgewicht: 9. Platz

- Ľudovít Plachetka
Mittelgewicht: 9. Platz

- Petr Horáček
Superschwergewicht: 17. Platz

### Fechten
- Roman Ječmínek
Degen, Einzel: 37. Platz

### Gewichtheben
- Petr Stanislav
Bantamgewicht: 10. Platz

- Roman Polom
I. Schwergewicht: 19. Platz

### Judo
- Roman Nováček
Superleichtgewicht: 21. Platz

- Petr Lacina
Mittelgewicht: 21. Platz

- Michaela Vernerová
Frauen, Halbmittelgewicht: 16. Platz

- Radka Štusáková
Frauen, Mittelgewicht: 18. Platz

### Kanu
- Karel Leština
Zweier-Kajak, 500 Meter: Halbfinale
Vierer-Kajak, 1000 Meter: Halbfinale

- Jiří Polívka
Zweier-Kajak, 500 Meter: Halbfinale
Vierer-Kajak, 1000 Meter: Halbfinale

- Petr Hruška
Zweier-Kajak, 1000 Meter: Halbfinale

- René Kučera
Zweier-Kajak, 1000 Meter: Halbfinale

- Pavel Mráz
Vierer-Kajak, 1000 Meter: Halbfinale

- Martin Otáhal
Vierer-Kajak, 1000 Meter: Halbfinale

- Luboš Hilgert
Einer-Kajak, Slalom: 18. Platz

- Jiří Prskavec
Einer-Kajak, Slalom: 19. Platz

- Martin Doktor
Einer-Canadier, 500 Meter: Gold 
Einer-Canadier, 1000 Meter: Gold

- Pavel Bednář
Zweier-Canadier, 500 Meter: Halbfinale
Zweier-Canadier, 1000 Meter: Halbfinale

- Petr Fuksa
Zweier-Canadier, 500 Meter: Halbfinale
Zweier-Canadier, 1000 Meter: Halbfinale

- Lukáš Pollert
Einer-Canadier, Slalom: Silber

- Pavel Janda
Einer-Canadier, Slalom: 20. Platz

- Miroslav Šimek
Zweier-Canadier, Slalom: Silber

- Jiří Rohan
Zweier-Canadier, Slalom: Silber

- Petr Štercl
Zweier-Canadier, Slalom: 6. Platz

- Pavel Štercl
Zweier-Canadier, Slalom: 6. Platz

- Pavlína Jobánková
Frauen, Einer-Kajak, 500 Meter: Viertelfinale
Frauen, Zweier-Kajak, 500 Meter: Halbfinale

- Jitka Janáčková
Frauen, Zweier-Kajak, 500 Meter: Halbfinale
Frauen, Vierer-Kajak, 500 Meter: Halbfinale

- Kateřina Heková
Frauen, Vierer-Kajak, 500 Meter: Halbfinale

- Kateřina Hluchá
Frauen, Vierer-Kajak, 500 Meter: Halbfinale

- Milena Pergnerová
Frauen, Vierer-Kajak, 500 Meter: Halbfinale

- Štěpánka Hilgertová
Frauen, Einer-Kajak, Slalom: Gold

- Marcela Sadilová
Frauen, Einer-Kajak, Slalom: 9. Platz

- Irena Pavelková
Frauen, Einer-Kajak, Slalom: 16. Platz

### Leichtathletik
- Pavel Soukup
800 Meter: Vorläufe

- Tomáš Dvořák
110 Meter Hürden: Vorläufe
Zehnkampf: Bronze

- Jiří Malysa
20 Kilometer Gehen: 25. Platz

- Tomáš Kratochvíl
20 Kilometer Gehen: 48. Platz

- Hubert Sonnek
20 Kilometer Gehen: 52. Platz
50 Kilometer Gehen: Rennen nicht beendet

- Miloš Holuša
50 Kilometer Gehen: 27. Platz

- Tomáš Janků
Hochsprung: 14. Platz

- Milan Gombala
Weitsprung: 20. Platz in der Qualifikation

- Miroslav Menc
Kugelstoßen: 21. Platz in der Qualifikation

- Marek Bílek
Diskuswurf: 20. Platz in der Qualifikation

- Pavel Sedláček
Hammerwurf: 20. Platz in der Qualifikation

- Jan Železný
Speerwurf: Gold

- Robert Změlík
Zehnkampf: 7. Platz

- Kamil Damašek
Zehnkampf: 16. Platz

- Hana Benešová
Frauen, 400 Meter: Viertelfinale
Frauen, 4 × 400 Meter: 7. Platz

- Helena Fuchsová
Frauen, 400 Meter: Viertelfinale
Frauen, 4 × 400 Meter: 7. Platz

- Naděžda Koštovalová
Frauen, 400 Meter: Viertelfinale
Frauen, 4 × 400 Meter: 7. Platz

- Ludmila Formanová
Frauen, 800 Meter: Halbfinale
Frauen, 4 × 400 Meter: 7. Platz

- Zuzana Kováčiková
Frauen, Hochsprung: 11. Platz

- Šárka Kašpárková
Frauen, Dreisprung: Bronze

- Alice Matějková
Frauen, Diskuswurf: 15. Platz in der Qualifikation

- Zdeňka Bartoňová-Šilhavá
Frauen, Diskuswurf: 19. Platz in der Qualifikation

- Nikola Tomečková-Brejchová
Frauen, Speerwurf: 25. Platz in der Qualifikation

### Radsport
- Ján Svorada
Straßenrennen, Einzel: 30. Platz

- Pavel Buráň
Sprint: 6. Platz

- Radovan Fořt
Mountainbike, Cross-Country: 24. Platz

- Pavel Camrda
Mountainbike, Cross-Country: 33. Platz

- Kateřina Neumannová
Frauen, Mountainbike, Cross-Country: 18. Platz

- Kateřina Hanušová
Frauen, Mountainbike, Cross-Country: 19. Platz

### Rhythmische Sportgymnastik
- Lenka Oulehlová
Einzel: Vorläufe

- Andrea Šebestová
Einzel: Vorläufe

### Ringen
- Jaroslav Zeman
Weltergewicht, griechisch-römisch: 12. Platz

- Pavel Frinta
Mittelgewicht, griechisch-römisch: 13. Platz

- Marek Švec
Halbschwergewicht, griechisch-römisch: 8. Platz

### Rudern
- Václav Chalupa
Einer: 5. Platz

- Adam Michálek
Leichtgewichts-Doppelzweier: 13. Platz

- Michal Vabroušek
Leichtgewichts-Doppelzweier: 13. Platz

- Sabina Telenská
Zweier ohne Steuerfrau: 9. Platz

- Hana Dariusová
Zweier ohne Steuerfrau: 9. Platz

### Schießen
- Martin Tenk
Luftpistole: 23. Platz
Freie Scheibenpistole: 7. Platz

- Stanislav Jirkal
Luftpistole: 39. Platz
Freie Scheibenpistole: 15. Platz

- Milan Bakeš
Luftgewehr: 8. Platz
Kleinkaliber, Dreistellungskampf: 18. Platz

- Petr Kůrka
Luftgewehr: 11. Platz

- Václav Bečvář
Kleinkaliber, Dreistellungskampf: 7. Platz
Kleinkaliber, liegend: 11. Platz

- Milan Mach
Kleinkaliber, liegend: 5. Platz

- Miroslav Januš
Laufendes Ziel: Bronze

- Luboš Račanský
Laufendes Ziel: 13. Platz

- Jiří Gach
Trap: 9. Platz
Doppeltrap: 19. Platz

- Pavel Kubec
Trap: 13. Platz

- David Kostelecký
Trap: 31. Platz

- Jan Sychra
Skeet: 15. Platz

- Bronislav Bechyňský
Skeet: 32. Platz

- Leoš Hlaváček
Skeet: 32. Platz

- Regina Kodymová-Jirkalová
Frauen, Luftpistole: 37. Platz
Frauen, Sportpistole: 27. Platz

- Marta Nedvědová
Frauen, Luftgewehr: 6. Platz
Frauen, Kleinkaliber, Dreistellungskampf: 12. Platz

- Dagmar Bílková
Frauen, Luftgewehr: 20. Platz
Frauen, Kleinkaliber, Dreistellungskampf: 22. Platz

### Schwimmen
- Rastislav Bizub
100 Meter Rücken: 37. Platz
200 Meter Rücken: 24. Platz

- Daniel Málek
100 Meter Brust: 10. Platz
200 Meter Brust: 18. Platz

- Josef Horký
200 Meter Schmetterling: 30. Platz
200 Meter Lagen: 18. Platz
400 Meter Lagen: 14. Platz

- Kristýna Kyněrová
Frauen, 100 Meter Freistil: 34. Platz
Frauen, 200 Meter Freistil: 19. Platz
Frauen, 4 × 200 Meter Freistil: 15. Platz
Frauen, 4 × 100 Meter Lagen: 20. Platz

- Olga Šplíchalová
Frauen, 400 Meter Freistil: 21. Platz
Frauen, 800 Meter Freistil: 15. Platz
Frauen, 4 × 200 Meter Freistil: 15. Platz

- Hana Černá
Frauen, 4 × 200 Meter Freistil: 15. Platz
Frauen, 400 Meter Lagen: 10. Platz

- Pavla Chrástová
Frauen, 4 × 200 Meter Freistil: 15. Platz
Frauen, 400 Meter Lagen: 16. Platz

- Marcela Kubalčíková
Frauen, 100 Meter Rücken: 24. Platz
Frauen, 100 Meter Schmetterling: 33. Platz
Frauen, 200 Meter Schmetterling: 27. Platz
Frauen, 4 × 100 Meter Lagen: 20. Platz

- Kateřina Pivoňková
Frauen, 200 Meter Rücken: 21. Platz
Frauen, 4 × 100 Meter Lagen: 20. Platz

- Lenka Maňhalová
Frauen, 100 Meter Brust: 29. Platz
Frauen, 200 Meter Brust: 11. Platz
Frauen, 200 Meter Lagen: 20. Platz
Frauen, 4 × 100 Meter Lagen: 20. Platz

### Segeln
- Patrik Hrdina
Windsurfen: 30. Platz

- Michal Maier
Finn-Dinghy: 14. Platz

### Tennis
- Daniel Vacek
Einzel: 17. Platz
Doppel: 5. Platz

- Jiří Novák
Einzel: 33. Platz
Doppel: 5. Platz

- Jana Novotná
Frauen, Einzel: Bronze 
Frauen, Doppel: Silber

- Helena Suková
Frauen, Einzel: 33. Platz
Frauen, Doppel: Silber

### Tischtennis
- Petr Korbel
Einzel: 4. Platz
Doppel: 25. Platz

- Josef Plachý
Doppel: 25. Platz

- Jana Dobešová
Frauen, Einzel: 33. Platz

### Turnen
- Jiří Fiřt
Einzelmehrkampf: 58. Platz in der Qualifikation
Barren: 83. Platz in der Qualifikation
Boden: 87. Platz in der Qualifikation
Pferdsprung: 63. Platz in der Qualifikation
Reck: 77. Platz in der Qualifikation
Ringe: 68. Platz in der Qualifikation
Seitpferd: 70. Platz in der Qualifikation

- Gabriela Krčmářová
Frauen, Einzelmehrkampf: 67. Platz in der Qualifikation
Frauen, Boden: 74. Platz in der Qualifikation
Frauen, Pferdsprung: 73. Platz in der Qualifikation
Frauen, Schwebebalken: 84. Platz in der Qualifikation
Frauen, Stufenbarren: 84. Platz in der Qualifikation

### Volleyball (Beach)
- Michal Palinek
Herrenwettkampf: 17. Platz

- Marek Pakosta
Herrenwettkampf: 17. Platz